# Workowce właściwe
Workowce właściwe (również Woreczniaki) – klasa grzybów z typu workowców. W systematyce Catalogue of Life: 2009 Annual Checklist nie występuje taki takson.

## Systematyka
- Podklasa: miseczniaki (Discomycetidae, Pezizomycetidae)
  - Rząd: kustrzebkowce (Pezizales)
    - Rodzina: kustrzebkowate (Pezizaceae)
      - Rodzaj: dzieżka

    - Rodzina: smardzowate (Morchellaceae)
      - Rodzaje: naparstniczka (Verpa), smardz (Morchella)

    - Rodzina: krążkownicowate
      - Rodzaj: piestrzenica

    - Rodzina: piestrzycowate
      - Rodzaj: piestrzyca

  - Rząd: niepewny
    - Rodzina: niepewna
      - Rodzaje: Ascofascicula Matsush. 2003, Ascomauritiana Ranghoo & K.D. Hyde 1999, Blastocystis Alexeev 1911, Celoporthe Nakabonge, Gryzenh., Jol. Roux & M.J. Wingf. 2006, Chaetothiersia B.A. Perry & Pfister 2007, Cibiessia Crous 2007, Diatrypoidiella Manoharachary, Kunwar & Agarwal 2005, Epidermophyton E. Lang 1879, Eustegia Fr. 1823, Frigidispora K.D. Hyde & Goh 1999, Haplotrichum Eschw. 1824, Hypotrachynicola Etayo 2002, Lopidia Vezda ined., Maireomyces Feldmann 1941, Margaretbarromyces Mindell, Stockey, Beard & Currah 2007, Microthia Gryzenh. & M.J. Wingf. 2006, Myriogonium Cain 1948, Nyungwea Sérus., Eb. Fischer & Killmann 2006, Ornatispora K.D. Hyde, Goh, Joanne E. Taylor, J. Fröhl. 1999, Pelodiscus Clem. 1901, Phaeothecoidea Crous 2007, Pluesia Nieuwl. 1916, Polyancora Voglmayr & Yule 2006, Pteropus Van der Ham 2005, Sphaerothyrium Wallr. 1833, Sporadospora Reinsch 1875, Stegia Fr. 1818, Ursicollum Gryzenh. & M.J. Wingf. 2006, Winterina Sacc. 1891, Wrightiella Speg. 1923, Xylomelasma Réblová 2006

  - Rząd: kropidlakowce
    - Rodzina: Trichocomaceae
      - Rodzaj: kropidlak (Aspergillus)

  - Rząd: truflowce (Tuberales)
    - Rodzina: truflowate (Tuberaceae)
      - Rodzaj: Trufla (Tuber) Mich.: Fr.

    - Rodzina: piestrzankowate (Terfeziaceae)
      - Rodzaj: piestrak (Choiromyces) Vitt.

  - Rząd: Sordariales
    - Rodzina: Sordariaceae
      - Rodzaj: Neurospora
- Podklasa (biologia): Sordariomycetidae
  - Rząd: Hypocreales
    - Rodzina: Clavicipitaceae
      - Rodzaj: maczużnik

    - Rodzina: łęgotowate
      - Rodzaj: małozorek

  - Rząd: Xylariales
    - Rodzina: Xylariaceae
      - Rodzaj: próchnilec

  - Rząd: Helotiales
    - Rodzina: tocznikowate
      - Rodzaj: mitróweczka
- Podklasa: Leotiomycetidae
  - Rząd: Rhytismatales
    - Rodzina: Rhytismataceae
      - Rodzaj: czerniak